# Pygmeopolia viridis
Pygmeopolia viridis là một loài bướm đêm trong họ Noctuidae.